# 2. česká fotbalová liga 1993/1994
Tento článek vypovídá o 2. nejvyšší fotbalové soutěži v Česku – o jeho prvním ročníku, kdy do něj přešly týmy ze 7.–16. místa ČMFL 1992/93 (2. liga) a po třech týmech z předních míst obou skupin třetí ligy: MSFL 1992/93 a ČFL 1992/93.
| Poř. | Tým                            | Z  | V  | R  | P  | VG | OG | B  |
| ---- | ------------------------------ | -- | -- | -- | -- | -- | -- | -- |
| 1.   | TJ Sklobižu Jablonec nad Nisou | 30 | 22 | 7  | 1  | 62 | 17 | 51 |
| 2.   | FK Švarc Benešov               | 30 | 17 | 10 | 3  | 68 | 26 | 44 |
| 3.   | FK Ostroj Opava                | 30 | 16 | 9  | 5  | 43 | 21 | 41 |
| 4.   | SK Železárny Třinec            | 30 | 13 | 12 | 5  | 48 | 32 | 38 |
| 5.   | FK Baník Havířov               | 30 | 11 | 12 | 7  | 33 | 32 | 34 |
| 6.   | FK VP Frýdek-Místek (N)        | 30 | 13 | 7  | 10 | 33 | 29 | 33 |
| 7.   | FK Chmel Blšany (N)            | 30 | 12 | 7  | 11 | 42 | 38 | 31 |
| 8.   | FK Frydrych Teplice (N)        | 30 | 10 | 10 | 10 | 37 | 36 | 30 |
| 9.   | SK Pardubice                   | 30 | 10 | 8  | 12 | 39 | 45 | 28 |
| 10.  | SK Český ráj Turnov (N)        | 30 | 9  | 7  | 14 | 29 | 45 | 25 |
| 11.  | FC LeRK Brno (N)               | 30 | 9  | 6  | 15 | 35 | 41 | 24 |
| 12.  | SK Alfa Brandýs nad Labem      | 30 | 7  | 10 | 13 | 20 | 33 | 24 |
| 13.  | SK Xaverov Praha               | 30 | 6  | 10 | 14 | 38 | 52 | 22 |
| 14.  | SK Poldi Kladno                | 30 | 7  | 7  | 16 | 24 | 45 | 21 |
| 15.  | FC Bohumín (N)                 | 30 | 6  | 6  | 18 | 22 | 60 | 18 |
| 16.  | SKPP Znojmo                    | 30 | 3  | 10 | 17 | 26 | 47 | 16 |

Poznámky:
- Z = Odehrané zápasy; V = Vítězství; R = Remízy; P = Prohry; VG Vstřelené góly; OG Obdržené góly; B = Body; (N) = Nováček

|  | Postup do 1. česká fotbalová liga 1994/95 |
|  | Sestup do MSFL 1993/94                    |

## Soupisky mužstev

### TJ Sklobižu Jablonec nad Nisou
Miroslav Braniš (-/0/-),
Tomáš Nežádal (-/0/-),
Josef Novák (-/0/-),
Oldřich Pařízek (-/0/-),
Michal Špit (-/0/-) –
Václav Budka (-/3),
Petr Čavoš (-/0),
Karel Čermák (-/1),
Jiří Dozorec (-/0),
Aleš Foldyna (-/0),
Slavomír Galbavý (-/1),
Pavel Horváth (4/0),
Marek Hošťálek (-/3),
Václav Hrdlička (-/0),
Radovan Hromádko (-/13),
Petr Jirásko (-/6),
Josef Just (-/2),
Vladislav Kavan (-/0),
Jaroslav Ložek (-/3),
Radek Matějček (-/0),
Pavel Medynský (-/3),
Štefan Mihálik (-/0),
Jaromír Navrátil (-/2),
Martin Potáček (-/0),
Roman Sedláček (-/1),
Roman Skuhravý (-/3),
Roman Sokol (-/3),
Michal Sucharda (-/0),
Jiří Šindelář (-/0),
Vlastimil Šmalcl (-/0),
Jiří Tymich (-/6),
Aleš Vaněček (-/7),
Martin Vejprava (-/3),
Prokop Výravský (-/0) –
trenéři Jiří Kotrba a Josef Pešice

### FK Švarc Benešov
Miroslav Beran (-/0/-),
Martin Vácha (-/0/-) –
Július Bielik (-/1),
Milan Boháč (-/0),
Pavel Borovec (-/2),
Petr Čermák (-/0),
Miroslav Držmíšek (-/4),
Eidži Hirata (-/0),
Karel Jarolím (-/2),
Josef Jindra (-/6),
Zoran Jovanoski (-/0),
Luděk Klusáček (-/2),
Ivo Knoflíček (-/12),
Luděk Kopřiva (-/0),
Luboš Kozel (-/0),
Čestmír Křižka (-/0),
Tibor Mičinec (-/18),
... Moravec (-/0),
Petr Novotný (-/0),
Alexandr Samuel (-/0),
Jiří Studeník (-/2),
David Šimáček (-/0),
Martin Váňa (-/4),
Luboš Zákostelský (-/15) –
trenér Jaroslav Hřebík

### FK Ostroj Opava
Vilém Axmann (-/0/-),
Josef Lindovský (-/0/-),
Jiří Němec (-/0/-),
Pavel Staník (-/0/-) –
Jiří Bartl (-/7),
Jindřich Dohnal (-/2),
Ivo Farský (-/5),
Alois Grussmann (-/9),
Pavel Hadaščok (-/0),
J... Hahn (-/0),
Michal Hampel (-/0),
Jiří Homola (-/2),
Milan Chabroň (-/1),
Tomáš Kamrád (-/0),
Miroslav Karas (-/0),
Miroslav Kořistka (-/0),
Miroslav Kouřil (-/4),
Pavel Kubeš (-/0),
Daniel Kutty (-/0),
Marek Matýsek (-/0),
Patrik Mičkal (-/3),
Miroslav Onufer (-/0),
Karel Orel (-/2),
Radomír Prasek (-/2),
Aleš Rozsypal (-/0),
Marek Stoniš (-/1),
Jiří Útrata (-/0),
Ivan Václavík (-/3),
Marián Varga (-/0),
Jan Vožník (-/0),
Kamil Vrba (-/0),
Karel Wanke (-/1) –
trenéři Jaroslav Pindor (1.–15. kolo) a Jaroslav Gürtler (16.–30. kolo), asistenti Zdeněk Knopp (1.–15. kolo) a Jaroslav Pindor (16.–30. kolo)

### SK Železárny Třinec
Marek Juska (-/0/-),
Zbyněk Pustka (-/0/-) –
Jiří Bartl (-/7),
Václav Činčala (-/6),
Tadeáš Gajger (-/2),
Martin Gembický (-/0),
Roman Hruška (-/1),
Ivan Janči (-/4),
Aleš Kaluža (-/1),
Vlastislav Klar (-/0),
Ivan Kostelný (-/1),
Marcel Körner (-/2),
Pavel Kříž (-/1),
Pavel Kubeš (-/1),
Kamil Matuszny (-/1),
Kamil Mihola (-/0),
Felix Mišutka (-/0),
Kamil Papuga (-/1),
Martin Rozhon (-/16),
Roman Svoboda (-/0),
Oldřich Škarecký (-/0),
Ladislav Šulák (-/0),
Radomír Šulák (-/3),
Radek Toman (-/0),
Jaroslav Vurbs (-/1),
Martin Zbončák (-/0),
... Zbořil (-/0) –
trenér Ján Barčák

### FK Baník Havířov
Jiří Jurčík (-/0/-),
Libor Kružík (-/0/-),
Milan Miklas (-/0/-),
Daniel Zítka (-/0/-) –
Marinko Banović (-/0),
Jiří Barbořík (-/0),
Martin Bystroň (-/0),
Milan Cudrák (-/3),
... Černý (-/0),
Radomír Dian (-/0),
Dušan Fábry (-/9),
Pavol Gabriš (-/0),
Roman Kaizar (-/4),
Luboš Knoflíček (-/3),
Radomír Korytář (-/0),
Martin Kubiš (-/0),
Jaroslav Laub (-/0),
Martin Lesniak (-/0),
... Malysz (-/0),
Jaroslav Marx (-/1),
Petr Mašlej (-/0),
Robert Mokrý (-/0),
Petr Němec (-/1),
Ivan Panáč (-/0),
Miloslav Penner (-/1),
Michael Siegl (-/3),
Vladimír Skalba (-/1),
David Sourada (-/1),
Michal Šlachta (-/4),
Rostislav Václavíček (-/0),
Martin Zbončák (-/0),
Tomáš Zima (-/1) –
trenér Milan Albrecht

### FK VP Frýdek-Místek
Rostislav Bednárek (-/0/-),
Petr Jursa (-/0/-),
Patrik Krabec (-/0/-) –
Zdeněk Achberger (-/0),
Josef Bardoň (-/0),
Petr Bialek (-/1),
Ladislav Bohdal (-/5),
Václav Cverna (-/1),
Miroslav Elko (-/0),
Petr Faldyna (-/0),
Robert Gróff (-/6),
David Grygar (-/0),
Petr Hořava (-/0),
David Kowalík (-/0),
Radim Kučera (-/1),
Petr Maléř (-/0),
Petr Matúš (-/0),
Marek Myšinský (-/1),
Jiří Nociar (-/2),
Ivan Panáč (-/0),
Michal Poisel (-/1),
Radek Punda (-/1),
Tomáš Rada (-/4),
Luděk Růžička (-/3),
Stanislav Stuchlík (-/0),
Pavel Smatana (-/2),
Roman Svoboda (-/1),
Petr Vala (-/0),
Roman Vojvodík (-/1),
Lukáš Zdražil (-/1) –
trenéři Erich Cviertna a Petr Žemlík

### FK Chmel Blšany
Petr Kostelník (-/0/-),
Tomáš Obermajer (-/0/-) –
Pavel Babka (-/0),
Jiří Brabec (-/0),
Jindřich Bureš (-/0),
Antonín Dvořák (-/1),
Roman Faic (-/5),
František Hable (-/0),
Rostislav Hertl (-/0),
Roman Hogen (-/10),
Vladimír Hruška (-/0),
Petr Kafka (-/0),
Bartolomej Juraško (-/9),
Pavel Košík (-/0),
Stanislav Krejčík (-/0),
Radek Kronďák (-/0),
Aleš Laušman (-/0),
Jiří Ludvík (-/0),
Zdeněk Mikoláš (-/1),
Martin Myška (-/0),
Hubert Ondoua (-/0),
Roman Pučelík (-/0),
... Richter (-/0)
Stanislav Salač (-/7),
Jiří Schveiner (-/1),
Jaroslav Sláma (-/3),
Libor Smetana (-/0),
Josef Vinš (-/5),
... Zelinka (-/0) –
trenér František Cipro

### FK Frydrych Teplice
Miroslav Bednařík (4/0/0),
Zdeněk Divecký (11/0/6),
Olexandr Krasnožon (5/0/0),
Josef Novák (11/0/6) –
Marian Bedrich (16/1),
Radek Divecký (17/3),
Tomáš Fidra (6/0),
Zdenko Frťala (14/0),
Pavel Giňa (3/1),
Svatopluk Habanec (29/3),
Jindřich Hefner (5/0),
Pavel Chaloupka (1/0),
Roman Jurenka (30/3),
Jiří Kabyl (20/0),
Pavel Kareš (15/0),
Petr Kolda (7/0),
Ivan Kopecký (15/1),
Vladimír Kosinský (8/0),
Zdeněk Kotalík (20/0),
Dalibor Matouš (6/0),
Vladislav Mikiska (30/4),
Miroslav Paták (13/0),
Adam Prokš (15/1),
Zdeněk Rollinger (21/0),
Michal Seman (18/4),
Jaroslav Uličný (4/0),
Pavel Verbíř (28/15),
Zdeněk Zapský (7/0),
Zbyněk Záveský (4/1) –
trenéři Milan Bokša (1.–14. kolo), Přemysl Bičovský (15. kolo) a František Cerman (16.–30. kolo), asistent Přemysl Bičovský

### SK Pardubice
Libor Gerčák (-/0/-),
Martin Schejbal (-/0/-),
Jan Vojnar (-/4/-) –
David Budínský (-/0),
... Hamerský (-/0),
Roman Hendrych (-/5),
Vlastimil Hladík (-/0),
Miroslav Jirka (-/3),
Jiří Kovárník (-/6),
Jiří Krejčí (-/0),
Ondřej Kumpan (-/2),
Jaromír Pařízek (-/2),
Jaromír Plocek (-/2),
Richard Polák (-/3),
Jiří Pospíšil (-/1),
Josef Ringel (-/1),
Antonín Spěvák (-/1),
... Šafář (-/0),
Viktor Švestka (-/0),
Petr Tauchman (-/1),
... Teplý (-/0),
Martin Třasák (-/4),
Jan Uhlíř (-/3),
Milan Ujec (-/1) –
trenéři Josef Stanko a Zdeněk Zikán

### SK Český ráj Turnov
Zbyněk Hauzr (-/0/-),
Pavel Herda (-/0/-),
Petr Koubus (-/0/-) –
Petr Bajer (-/0),
Milan Boháč (-/3),
Zdeněk Bubák (-/3),
Petr Bulíř (-/4),
Bohuslav Dvořák (-/3),
Tomáš Fidra (-/2),
Lumír Havránek (-/1),
... Holec (-/0),
Radislav Houška (-/0),
Jiří Houžvička (-/0),
Radek Hrubý (-/0),
Petr Jirásko (-/5),
Petr Kafka (-/1),
Vladislav Kavan (-/0),
Pavel Kočí (-/0),
Pavel Krupka (-/0),
Jiří Leinhäupel (-/0),
Jaroslav Mencl (-/0),
Roman Mikolášek (-/0),
Tomáš Nosek (-/1),
Ondřej Staněk (-/0),
Vladimír Svoboda (-/2),
Emil Šafář (-/0),
Jaroslav Toupal (-/0),
Luděk Zelenka (-/3),
Tomáš Zimmermann (-/1) –
trenéři Milan Šmarda a Stanislav Procházka

### FC LeRK Brno
David Galla (-/0/-),
Ivo Jakš (-/0/-) –
René Bolf (-/0),
Radek Bouřa (-/2),
Ladislav Čepel (-/0),
Miroslav Čtvrtníček (-/0),
Oldřich Davídek (-/0),
Vladimír Doležal (-/1),
Petr Gottwald (-/0),
Libor Hanousek (-/2),
Marek Hošťálek (-/0),
Pavel Charvát (-/1),
... Janeček (-/0),
Luděk Kokoška (-/0),
Zdeněk Menoušek (-/0),
Petr Němec (-/2),
Martin Nimrichter (-/0),
Jan Obenrauch (-/0),
Štefan Ondráš (-/0),
Jorgos Paraskevopulos (-/0),
Radim Pavliš (-/0),
Vladimír Peťko (-/0),
Jiří Prokeš (-/4),
... Sedláček (-/0),
M... Svoboda (-/6),
Pavel Svoboda (-/0),
Michal Štefka (-/4),
Patrik Štecha (-/2),
Martin Šustáček (-/4),
Ladislav Vilímek (-/2),
Jaroslav Vurbs (-/0),
Pavel Zbožínek (-/1),
Luděk Zdráhal (-/4) –
trenéři Michal Jelínek a Josef Bouška

### SK Alfa Brandýs nad Labem
Marek Láska (-/0/-),
Petr Řezáč (-/0/-),
Milan Švec (-/0/-) –
Zdeněk Čurilla (-/0),
Karel Dobš (-/1),
David Dvořák (-/0),
Pavel Erben (-/0),
Radek Ešner (-/0),
Roman Faic (-/3),
Jan Gonda (-/0),
Stanislav Hejkal (-/2),
Radim Holub (-/0),
Tomáš Chlumecký (-/0),
Miroslav Chytra (-/0),
Pavel Janáček (-/1),
P... Jeřábek (-/0),
Jiří Ješeta (-/4),
Jiří Ježek (-/0),
Pavel Karoch (-/0),
Karel Kocián (-/1),
Robert Kochlöfl (-/0),
Roman Komárek (-/0),
František Koubek (-/2),
Radek Kronďák (-/2),
Petr Myslivec (-/0),
Michal Petřina (-/0),
František Procházka (-/0),
Petr Semecký (-/0)
Martin Šrejl (-/1),
Jaroslav Tesař (-/1),
Stanislav Trojan (-/0),
Aleš Vencl (-/0),
Jaroslav Vodička (-/1),
David Zoubek (-/0) –
trenér Zdeněk Peclinovský

### SK Xaverov Praha
Jaroslav Mašín (-/0/-),
Jan Musil (-/0/-),
Martin Vild (-/0/-) –
Pavel Adam (-/1),
Jaroslav Bejbl (-/0),
Miroslav Beneda (-/0),
Petr Bílek (-/1),
Miroslav Držmíšek (-/0),
Emil Hamar (-/4),
Zdeněk Houštecký (-/2),
Jiří Chalupa (-/4),
Karel Kocián (-/0),
Petr Kostecký (-/0),
Tomáš Krejčík (-/8),
Roman Kudláček (-/2),
Martin Kuchař (-/2),
Marek Ladomerský (-/0)
David Lukeš (-/0),
Jan Machara (-/0),
Josef Matoušek (-/0),
Pavel Mejdr (-/3),
Miroslav Mlejnek (-/1),
Gustáv Ondrejčík (-/0),
Radek Petrák (-/2),
Martin Potáček (-/0),
R... Procházka (-/0),
Vladimír Rosenberger (-/4),
Viktor Russu (-/0),
Rastislav Stříška (-/0),
Jan Švadlenka (-/0),
Jan Trousil (-/2),
Pavel Veniger (-/1),
Jan Vosáhlo (-/0),
Jiří Žežulka (-/0) –
trenéři Jiří Nevrlý a Miroslav Starý

### 1. FC Terrex Kladno
Josef Ehrenberger (-/0/-),
Jan Musil (-/0/-),
Josef Zlata (-/0/-) –
Aleš Bažant (-/0),
David Cimrman (-/0),
Petr Čavoš (-/2),
Václav Feřtek (-/1),
Josef Fujdiar (-/1),
... Hájek (-/0),
Jan Havelka (-/1),
Stanislav Hejkal (-/1),
Zdeněk Hlásek (-/2),
Tomáš Hunal (-/0),
Radek Kabrna (-/1),
Karel Kadlec (-/2),
... Koller (-/0),
Tomáš Kubín (-/0),
Marek Liška (-/0),
Otakar Mačura (-/0),
Martin Maxant (-/0),
Petr Pecka (-/1),
Jan Pejša (-/4),
Ivo Pihrt (-/1),
Pavel Rolný (-/0),
Jan Saidl (-/5),
Petr Svoboda (-/0),
Marek Širůček (-/0),
... Šláfek (-/0),
David Šolle (-/0),
Martin Šrejl (-/2),
Pavel Veniger (-/0),
Petr Zýka (-/0) –
trenéři Jiří Škvára a Jan Poštulka

### FC Bohumín
Jiří Jurčík (-/0/-),
Martin Krzikala (-/0/-),
Jan Šráček (-/0/-) –
Radek Basta (-/0),
Aleš Bedrich (-/0),
Marcel Benda (-/1),
Petr Blejchař (-/0),
David Blokesch (-/0),
Petr Bystroň (-/2),
Petr Fabián (-/0),
Petr Hájek (-/0),
Vítězslav Hanke (-/0),
Jiří Hořínek (-/5),
Martin Janík (-/2),
Dragan Jankulovski (-/0),
Petr Javorek (-/0),
Jiří Jurča (-/4),
Tomáš Kamrád (-/0),
Bohuš Keler (-/0),
Roman Klimeš (-/2),
David Kreisel (-/0),
Marek Látal (-/0),
Miloš Marek (-/2),
Jan Obenrauch (-/1),
Martin Prokop (-/0),
Jiří Salapatek (-/1),
Pavel Smyček (-/0),
Petr Urbančík (-/0),
Michal Vojtuš (-/0),
Jaroslav Vurbs (-/1),
Rostislav Zbranek (-/0) –
trenéři Miloslav Bialek a Zdeněk Krejčí

### SKPP Znojmo
Pavel Bulín (-/0/-),
Josef Hanzálek (-/0/-),
Petr Pižanowski (-/0/-) –
Miroslav Březík (-/1),
Václav Činčala (-/0),
Peter Drozd (-/3),
Jaroslav Fruhvirt (-/0),
Roman Gibala (-/1),
Roman Gryc (-/0),
Michal Guzik (-/3),
Vladimír Hekerle (-/1),
Aleš Hellebrand (-/0),
Aleš Hrabalík (-/0),
Přemysl Kovář (-/0),
David Köstl (-/0),
David Kříž (-/0),
Ivo Lošťák (-/5),
Kamil Matuszny (-/0),
Petr Melcher (-/0),
Vladimír Michal (-/0),
Radim Musil (-/0),
Miroslav Nedbal (-/0),
Jan Obenrauch (-/2),
Libor Osladil (-/2),
Jiří Pavelčík (-/0),
Tomáš Pěnkava (-/0),
Roman Přibyl (-/4),
Milan Samek (-/1),
Lukáš Staněk (-/0),
Jan Stráněl (-/0),
Oldřich Stříž (-/0),
Martin Šourek (28/0),
Martin Špinar (-/0),
Roman Šťástka (-/0),
Roman Veselý (-/0),
Jan Zámečník (-/0),
Alexandr Žitkov (-/2) –
trenér Josef Čech (1.–15. kolo) a Jiří Fryš (16.–30. kolo)